# 메델파드

메델파드의 문장

메델파드의 위치

메델파드(스웨덴어: Medelpad)는 스웨덴 북부 노를란드 지역을 구성하는 지방 가운데 하나로 면적은 7,058km2, 인구는 123,397명(2009년 기준)이다. 남쪽으로는 헬싱글란드 지방, 서쪽으로는 헤리에달렌 지방, 북서쪽으로는 옘틀란드 지방, 북쪽으로는 옹에르만란드 지방, 동쪽으로는 보트니아만과 접하며 베스테르노를란드주가 이 지방에 속한다. 지방을 상징하는 꽃은 가문비나무속, 동물은 고산토끼이다.